# Rolling in the Deep
Rolling in the Deep is een single van de Engelse zangeres Adele. Deze is afkomstig van haar album 21. Adele verwerkte in het lied haar herstel van het liefdesverdriet dat haar was aangedaan.

## Commercieel succes
Het nummer is Adele's grootste commerciële succes in Nederland, waarmee het Make You Feel My Love versloeg. Nederland liep voorop met de hitnotering: het nummer kwam vrij snel binnen in de Single Top 100 en steeg de week daarop naar de eerste positie, terwijl de rest van de wereld nog geen hitnotering liet zien, omdat het daar nog niet was uitgegeven. Het vroege succes was te danken aan een optreden van Adele in de MaDiWoDoVrijdagshow van Paul de Leeuw en Filemon Wesselink op 25 november 2010. In de Single Top 100 kwam het nummer driemaal terug op de eerste positie, iets wat alleen Blijf bij mij (Dit zijn voor mij de allermooiste uren) van André Hazes en Gerard Joling gelukt is. Het stond 80 weken genoteerd in de verkooplijst.
In de Nederlandse Top 40 heeft de single in totaal zeven weken onafgebroken op de eerste positie gestaan. De laatste keer dat dit gebeurde was in 2005, toen Geef mij je angst van Guus Meeuwis ook vier weken op de eerste positie verbleef, twee weken op de tweede en daarna weer voor drie weken op de eerste positie stond. In de Top 40 had de single twee records gebroken: een verblijf van zeventien weken in de top drie en negentien in de top vijf. Beide records stonden eerst op naam van Jody Bernal. Zijn Que si que no stond zestien weken in de top drie en achttien weken in de top vijf.
Het top vijf-record is een jaar later gebroken door Somebody that I used to know van Gotye & Kimbra, die er 21 weken in wisten te blijven. In 2017 werd het top drie-record gebroken door Shape of you van Ed Sheeran.
In zeven landen bereikte het nummer de eerste positie en in dertien andere landen behaalde het de top tien. In de wekelijkse lijsten heeft de single in zes landen de #1 positie weten te behalen.
Rolling in the deep staat in de verkoop-Top 100 van 2010 op nummer 36 en in die van 2011 op #1.
In 2012 won het nummer de Grammy Award voor Song of the Year voor Adele en mede-componist Paul Epworth.

## Hitnoteringen

### Nederlandse Top 40
| Hitnotering: 11-12-2010 t/m 25-06-2011 | Hitnotering: 11-12-2010 t/m 25-06-2011 | Hitnotering: 11-12-2010 t/m 25-06-2011 | Hitnotering: 11-12-2010 t/m 25-06-2011 | Hitnotering: 11-12-2010 t/m 25-06-2011 | Hitnotering: 11-12-2010 t/m 25-06-2011 | Hitnotering: 11-12-2010 t/m 25-06-2011 | Hitnotering: 11-12-2010 t/m 25-06-2011 | Hitnotering: 11-12-2010 t/m 25-06-2011 | Hitnotering: 11-12-2010 t/m 25-06-2011 | Hitnotering: 11-12-2010 t/m 25-06-2011 | Hitnotering: 11-12-2010 t/m 25-06-2011 | Hitnotering: 11-12-2010 t/m 25-06-2011 | Hitnotering: 11-12-2010 t/m 25-06-2011 | Hitnotering: 11-12-2010 t/m 25-06-2011 | Hitnotering: 11-12-2010 t/m 25-06-2011 |
| Week:                                  | 1                                      | 2                                      | 3                                      | 4                                      | 5                                      | 6                                      | 7                                      | 8                                      | 9                                      | 10                                     | 11                                     | 12                                     | 13                                     | 14                                     | 15                                     |
| -------------------------------------- | -------------------------------------- | -------------------------------------- | -------------------------------------- | -------------------------------------- | -------------------------------------- | -------------------------------------- | -------------------------------------- | -------------------------------------- | -------------------------------------- | -------------------------------------- | -------------------------------------- | -------------------------------------- | -------------------------------------- | -------------------------------------- | -------------------------------------- |
| Positie:                               | 16                                     | 3                                      | 3                                      | 3                                      | 2                                      | 2                                      | 2                                      | 1                                      | 1                                      | 1                                      | 1                                      | 2                                      | 2                                      | 1                                      | 1                                      |
| Week:                                  | 16                                     | 17                                     | 18                                     | 19                                     | 20                                     | 21                                     | 22                                     | 23                                     | 24                                     | 25                                     | 26                                     | 27                                     | 28                                     | 29                                     |                                        |
| Positie:                               | 1                                      | 2                                      | 3                                      | 5                                      | 5                                      | 8                                      | 10                                     | 10                                     | 14                                     | 17                                     | 19                                     | 19                                     | 26                                     | 40                                     | uit                                    |

### NederlandseSingle Top 100
| Hitnotering (week 1 t/m 80): 04-12-2010 t/m 09-06-2012 Hitnotering (week 81): 14-11-2015 Hitnotering (week 82 t/m 84): 28-11-2015 t/m 12-12-2015 | Hitnotering (week 1 t/m 80): 04-12-2010 t/m 09-06-2012 Hitnotering (week 81): 14-11-2015 Hitnotering (week 82 t/m 84): 28-11-2015 t/m 12-12-2015 | Hitnotering (week 1 t/m 80): 04-12-2010 t/m 09-06-2012 Hitnotering (week 81): 14-11-2015 Hitnotering (week 82 t/m 84): 28-11-2015 t/m 12-12-2015 | Hitnotering (week 1 t/m 80): 04-12-2010 t/m 09-06-2012 Hitnotering (week 81): 14-11-2015 Hitnotering (week 82 t/m 84): 28-11-2015 t/m 12-12-2015 | Hitnotering (week 1 t/m 80): 04-12-2010 t/m 09-06-2012 Hitnotering (week 81): 14-11-2015 Hitnotering (week 82 t/m 84): 28-11-2015 t/m 12-12-2015 | Hitnotering (week 1 t/m 80): 04-12-2010 t/m 09-06-2012 Hitnotering (week 81): 14-11-2015 Hitnotering (week 82 t/m 84): 28-11-2015 t/m 12-12-2015 | Hitnotering (week 1 t/m 80): 04-12-2010 t/m 09-06-2012 Hitnotering (week 81): 14-11-2015 Hitnotering (week 82 t/m 84): 28-11-2015 t/m 12-12-2015 | Hitnotering (week 1 t/m 80): 04-12-2010 t/m 09-06-2012 Hitnotering (week 81): 14-11-2015 Hitnotering (week 82 t/m 84): 28-11-2015 t/m 12-12-2015 | Hitnotering (week 1 t/m 80): 04-12-2010 t/m 09-06-2012 Hitnotering (week 81): 14-11-2015 Hitnotering (week 82 t/m 84): 28-11-2015 t/m 12-12-2015 | Hitnotering (week 1 t/m 80): 04-12-2010 t/m 09-06-2012 Hitnotering (week 81): 14-11-2015 Hitnotering (week 82 t/m 84): 28-11-2015 t/m 12-12-2015 | Hitnotering (week 1 t/m 80): 04-12-2010 t/m 09-06-2012 Hitnotering (week 81): 14-11-2015 Hitnotering (week 82 t/m 84): 28-11-2015 t/m 12-12-2015 | Hitnotering (week 1 t/m 80): 04-12-2010 t/m 09-06-2012 Hitnotering (week 81): 14-11-2015 Hitnotering (week 82 t/m 84): 28-11-2015 t/m 12-12-2015 | Hitnotering (week 1 t/m 80): 04-12-2010 t/m 09-06-2012 Hitnotering (week 81): 14-11-2015 Hitnotering (week 82 t/m 84): 28-11-2015 t/m 12-12-2015 | Hitnotering (week 1 t/m 80): 04-12-2010 t/m 09-06-2012 Hitnotering (week 81): 14-11-2015 Hitnotering (week 82 t/m 84): 28-11-2015 t/m 12-12-2015 | Hitnotering (week 1 t/m 80): 04-12-2010 t/m 09-06-2012 Hitnotering (week 81): 14-11-2015 Hitnotering (week 82 t/m 84): 28-11-2015 t/m 12-12-2015 | Hitnotering (week 1 t/m 80): 04-12-2010 t/m 09-06-2012 Hitnotering (week 81): 14-11-2015 Hitnotering (week 82 t/m 84): 28-11-2015 t/m 12-12-2015 | Hitnotering (week 1 t/m 80): 04-12-2010 t/m 09-06-2012 Hitnotering (week 81): 14-11-2015 Hitnotering (week 82 t/m 84): 28-11-2015 t/m 12-12-2015 | Hitnotering (week 1 t/m 80): 04-12-2010 t/m 09-06-2012 Hitnotering (week 81): 14-11-2015 Hitnotering (week 82 t/m 84): 28-11-2015 t/m 12-12-2015 | Hitnotering (week 1 t/m 80): 04-12-2010 t/m 09-06-2012 Hitnotering (week 81): 14-11-2015 Hitnotering (week 82 t/m 84): 28-11-2015 t/m 12-12-2015 | Hitnotering (week 1 t/m 80): 04-12-2010 t/m 09-06-2012 Hitnotering (week 81): 14-11-2015 Hitnotering (week 82 t/m 84): 28-11-2015 t/m 12-12-2015 | Hitnotering (week 1 t/m 80): 04-12-2010 t/m 09-06-2012 Hitnotering (week 81): 14-11-2015 Hitnotering (week 82 t/m 84): 28-11-2015 t/m 12-12-2015 | Hitnotering (week 1 t/m 80): 04-12-2010 t/m 09-06-2012 Hitnotering (week 81): 14-11-2015 Hitnotering (week 82 t/m 84): 28-11-2015 t/m 12-12-2015 | Hitnotering (week 1 t/m 80): 04-12-2010 t/m 09-06-2012 Hitnotering (week 81): 14-11-2015 Hitnotering (week 82 t/m 84): 28-11-2015 t/m 12-12-2015 |
| Week: | 1 | 2 | 3 | 4 | 5 | 6 | 7 | 8 | 9 | 10 | 11 | 12 | 13 | 14 | 15 | 16 | 17 | 18 | 19 | 20 | 21 | 22 |
| --- | --- | --- | --- | --- | --- | --- | --- | --- | --- | --- | --- | --- | --- | --- | --- | --- | --- | --- | --- | --- | --- | --- |
| Positie: | 4 | 1 | 2 | 2 | 2 | 2 | 2 | 6 | 2 | 1 | 2 | 2 | 1 | 2 | 1 | 2 | 2 | 3 | 4 | 7 | 10 | 10 |
| Week: | 23 | 24 | 25 | 26 | 27 | 28 | 29 | 30 | 31 | 32 | 33 | 34 | 35 | 36 | 37 | 38 | 39 | 40 | 41 | 42 | 43 | 44 |
| Positie: | 11 | 16 | 13 | 15 | 10 | 14 | 19 | 21 | 22 | 25 | 21 | 22 | 29 | 22 | 22 | 33 | 28 | 34 | 33 | 35 | 43 | 42 |
| Week: | 45 | 46 | 47 | 48 | 49 | 50 | 51 | 52 | 53 | 54 | 55 | 56 | 57 | 58 | 59 | 60 | 61 | 62 | 63 | 64 | 65 | 66 |
| Positie: | 45 | 37 | 39 | 41 | 42 | 46 | 48 | 54 | 41 | 32 | 40 | 55 | 34 | 24 | 44 | 54 | 50 | 54 | 66 | 19 | 29 | 39 |
| Week: | 67 | 68 | 69 | 70 | 71 | 72 | 73 | 74 | 75 | 76 | 77 | 78 | 79 | 80 | | 81 | | 82 | 83 | 84 | | |
| Positie: | 37 | 56 | 61 | 55 | 51 | 61 | 61 | 65 | 64 | 65 | 69 | 72 | 89 | 85 | uit | 85 | uit | 72 | 80 | 94 | uit | |

### VlaamseUltratop 50
| Hitnotering: (Week 1 t/m 60) 22-01-2011 t/m 10-03-2012 Hitnotering: (Week 61 t/m 62) 12-01-2013 t/m 19-01-2013 | Hitnotering: (Week 1 t/m 60) 22-01-2011 t/m 10-03-2012 Hitnotering: (Week 61 t/m 62) 12-01-2013 t/m 19-01-2013 | Hitnotering: (Week 1 t/m 60) 22-01-2011 t/m 10-03-2012 Hitnotering: (Week 61 t/m 62) 12-01-2013 t/m 19-01-2013 | Hitnotering: (Week 1 t/m 60) 22-01-2011 t/m 10-03-2012 Hitnotering: (Week 61 t/m 62) 12-01-2013 t/m 19-01-2013 | Hitnotering: (Week 1 t/m 60) 22-01-2011 t/m 10-03-2012 Hitnotering: (Week 61 t/m 62) 12-01-2013 t/m 19-01-2013 | Hitnotering: (Week 1 t/m 60) 22-01-2011 t/m 10-03-2012 Hitnotering: (Week 61 t/m 62) 12-01-2013 t/m 19-01-2013 | Hitnotering: (Week 1 t/m 60) 22-01-2011 t/m 10-03-2012 Hitnotering: (Week 61 t/m 62) 12-01-2013 t/m 19-01-2013 | Hitnotering: (Week 1 t/m 60) 22-01-2011 t/m 10-03-2012 Hitnotering: (Week 61 t/m 62) 12-01-2013 t/m 19-01-2013 | Hitnotering: (Week 1 t/m 60) 22-01-2011 t/m 10-03-2012 Hitnotering: (Week 61 t/m 62) 12-01-2013 t/m 19-01-2013 | Hitnotering: (Week 1 t/m 60) 22-01-2011 t/m 10-03-2012 Hitnotering: (Week 61 t/m 62) 12-01-2013 t/m 19-01-2013 | Hitnotering: (Week 1 t/m 60) 22-01-2011 t/m 10-03-2012 Hitnotering: (Week 61 t/m 62) 12-01-2013 t/m 19-01-2013 | Hitnotering: (Week 1 t/m 60) 22-01-2011 t/m 10-03-2012 Hitnotering: (Week 61 t/m 62) 12-01-2013 t/m 19-01-2013 | Hitnotering: (Week 1 t/m 60) 22-01-2011 t/m 10-03-2012 Hitnotering: (Week 61 t/m 62) 12-01-2013 t/m 19-01-2013 | Hitnotering: (Week 1 t/m 60) 22-01-2011 t/m 10-03-2012 Hitnotering: (Week 61 t/m 62) 12-01-2013 t/m 19-01-2013 | Hitnotering: (Week 1 t/m 60) 22-01-2011 t/m 10-03-2012 Hitnotering: (Week 61 t/m 62) 12-01-2013 t/m 19-01-2013 | Hitnotering: (Week 1 t/m 60) 22-01-2011 t/m 10-03-2012 Hitnotering: (Week 61 t/m 62) 12-01-2013 t/m 19-01-2013 | Hitnotering: (Week 1 t/m 60) 22-01-2011 t/m 10-03-2012 Hitnotering: (Week 61 t/m 62) 12-01-2013 t/m 19-01-2013 | Hitnotering: (Week 1 t/m 60) 22-01-2011 t/m 10-03-2012 Hitnotering: (Week 61 t/m 62) 12-01-2013 t/m 19-01-2013 | Hitnotering: (Week 1 t/m 60) 22-01-2011 t/m 10-03-2012 Hitnotering: (Week 61 t/m 62) 12-01-2013 t/m 19-01-2013 | Hitnotering: (Week 1 t/m 60) 22-01-2011 t/m 10-03-2012 Hitnotering: (Week 61 t/m 62) 12-01-2013 t/m 19-01-2013 | Hitnotering: (Week 1 t/m 60) 22-01-2011 t/m 10-03-2012 Hitnotering: (Week 61 t/m 62) 12-01-2013 t/m 19-01-2013 | Hitnotering: (Week 1 t/m 60) 22-01-2011 t/m 10-03-2012 Hitnotering: (Week 61 t/m 62) 12-01-2013 t/m 19-01-2013 | Hitnotering: (Week 1 t/m 60) 22-01-2011 t/m 10-03-2012 Hitnotering: (Week 61 t/m 62) 12-01-2013 t/m 19-01-2013 |
| Week: | 1 | 2 | 3 | 4 | 5 | 6 | 7 | 8 | 9 | 10 | 11 | 12 | 13 | 14 | 15 | 16 | 17 | 18 | 19 | 20 | 21 | 22 |
| --- | --- | --- | --- | --- | --- | --- | --- | --- | --- | --- | --- | --- | --- | --- | --- | --- | --- | --- | --- | --- | --- | --- |
| Positie: | 38 | 1 | 1 | 1 | 1 | 2 | 2 | 2 | 2 | 2 | 2 | 2 | 2 | 3 | 7 | 9 | 10 | 5 | 6 | 9 | 10 | 13 |
| Week: | 23 | 24 | 25 | 26 | 27 | 28 | 29 | 30 | 31 | 32 | 33 | 34 | 35 | 36 | 37 | 38 | 39 | 40 | 41 | 42 | 43 | 44 |
| Positie: | 12 | 17 | 24 | 22 | 18 | 14 | 14 | 21 | 20 | 19 | 15 | 20 | 21 | 20 | 19 | 20 | 20 | 25 | 29 | 31 | 31 | 30 |
| Week: | 45 | 46 | 47 | 48 | 49 | 50 | 51 | 52 | 53 | 54 | 55 | 56 | 57 | 58 | 59 | 60 | | 61 | 62 | | | |
| Positie: | 24 | 27 | 20 | 20 | 19 | 20 | 17 | 11 | 18 | 22 | 26 | 34 | 43 | 14 | 30 | 41 | uit | 27 | 40 | uit | | |

### VlaamseRadio 2 Top 30
| Hitnotering: 22-01-2011 t/m 18-06-2011 | Hitnotering: 22-01-2011 t/m 18-06-2011 | Hitnotering: 22-01-2011 t/m 18-06-2011 | Hitnotering: 22-01-2011 t/m 18-06-2011 | Hitnotering: 22-01-2011 t/m 18-06-2011 | Hitnotering: 22-01-2011 t/m 18-06-2011 | Hitnotering: 22-01-2011 t/m 18-06-2011 | Hitnotering: 22-01-2011 t/m 18-06-2011 | Hitnotering: 22-01-2011 t/m 18-06-2011 | Hitnotering: 22-01-2011 t/m 18-06-2011 | Hitnotering: 22-01-2011 t/m 18-06-2011 | Hitnotering: 22-01-2011 t/m 18-06-2011 | Hitnotering: 22-01-2011 t/m 18-06-2011 | Hitnotering: 22-01-2011 t/m 18-06-2011 | Hitnotering: 22-01-2011 t/m 18-06-2011 | Hitnotering: 22-01-2011 t/m 18-06-2011 | Hitnotering: 22-01-2011 t/m 18-06-2011 | Hitnotering: 22-01-2011 t/m 18-06-2011 | Hitnotering: 22-01-2011 t/m 18-06-2011 | Hitnotering: 22-01-2011 t/m 18-06-2011 | Hitnotering: 22-01-2011 t/m 18-06-2011 | Hitnotering: 22-01-2011 t/m 18-06-2011 | Hitnotering: 22-01-2011 t/m 18-06-2011 | Hitnotering: 22-01-2011 t/m 18-06-2011 |
| Week:                                  | 1                                      | 2                                      | 3                                      | 4                                      | 5                                      | 6                                      | 7                                      | 8                                      | 9                                      | 10                                     | 11                                     | 12                                     | 13                                     | 14                                     | 15                                     | 16                                     | 17                                     | 18                                     | 19                                     | 20                                     | 21                                     | 22                                     |                                        |
| -------------------------------------- | -------------------------------------- | -------------------------------------- | -------------------------------------- | -------------------------------------- | -------------------------------------- | -------------------------------------- | -------------------------------------- | -------------------------------------- | -------------------------------------- | -------------------------------------- | -------------------------------------- | -------------------------------------- | -------------------------------------- | -------------------------------------- | -------------------------------------- | -------------------------------------- | -------------------------------------- | -------------------------------------- | -------------------------------------- | -------------------------------------- | -------------------------------------- | -------------------------------------- | -------------------------------------- |
| Positie:                               | 21                                     | 9                                      | 2                                      | 1                                      | 1                                      | 1                                      | 1                                      | 1                                      | 1                                      | 1                                      | 1                                      | 1                                      | 1                                      | 2                                      | 5                                      | 12                                     | 13                                     | 13                                     | 18                                     | 22                                     | 26                                     | 28                                     | uit                                    |

### NPO Radio 2 Top 2000
| Nummer met noteringen in de NPO Radio 2 Top 2000 | '11 | '12 | '13 | '14 | '15 | '16 | '17 | '18 | '19 | '20 | '21 | '22 | '23 | '24 |
| ------------------------------------------------ | --- | --- | --- | --- | --- | --- | --- | --- | --- | --- | --- | --- | --- | --- |
| Rolling in the Deep                              | 21  | 13  | 75  | 88  | 75  | 101 | 163 | 163 | 159 | 209 | 145 | 241 | 203 | 196 |

1. ↑  Een vetgedrukt getal geeft de hoogste notering aan.
2. ↑  2011 was het eerste jaar met een notering voor dit nummer.

## Noemenswaardige covers
Het nummer werd gecoverd in de Amerikaanse televisieserie Glee en deze versie, dat op Glee: The Music, Volume 6 staat, bereikte de 29ste positie in de Amerikaanse Billboard Hot 100 en de 49ste in de Britse UK Singles Chart. Nadat Mike Shinoda op akoestische gitaar en Chester Bennington van Linkin Park tijdens een meet & greet met fans, deden zij dit voor groot publiek tijdens de jaarlijkse iTunes Festival van 2011, ditmaal via keyboardbegeleiding. De cover werd uitgebracht op de iTunes Store en bereikte in het Verenigd Koninkrijk de 42ste positie.